# (523692) 2014 EZ51
2014 EZ51, também escrito como 2014 EZ51, é um objeto transnetuniano (TNO) que está localizado no Disco disperso, uma região do Sistema Solar. Ele possui uma magnitude absoluta de 3,82 e tem um diâmetro estimado de cerca de 490 para 1050 km.